# Národní náboženská strana-Náboženský sionismus
Národní náboženská strana-Náboženský sionismus (hebrejsky מפלגה דתית לאומית–הציונות הדתית‎., známá také jako Mafdal-Náboženský sionismus) je krajně pravicová nábožensky sionistická politická strana v Izraeli. Strana vznikla v srpnu 2023 sloučením krajně pravicových stran Náboženský sionismus a Židovský domov.
Strana je zastoupena v šesté vládě Benjamina Netanjahua (od roku 2022, resp. 2023). Strana je řazena mezi strany tzv. národního tábora.

## Historie
Od roku 2019, kdy se Becal'el Smotrič stal předsedou strany Tkuma, spolupracovala strana s krajně pravicovými uskupeními Židovský domov a Židovská síla. V roce 2021 Smotrič dokončil rebranding strany z Tkuma na Náboženský sionismus. Krátce poté vytvořily strany Náboženský sionismus, Židovská síla a No'am předvolební alianci pro volby do knesetu 2021. Společný postup ve volbách jim přinesl šest mandátů. Společně kandidovali také ve volbách v roce 2022. Skončili na třetím místě s 10 % hlasů. Náboženský sionismus získal sedm mandátů, Židovská síla šest mandátů a No'am jeden mandát. Ihned poté se aliance rozpadla.
V roce 2021 se Hagit Mošeová stala předsedkyní strany Židovský domov. V roce 2021 se strana rozhodla nekandidovat a místo toho podpořila uskupení Jamina. Ve volbách roku 2022 již opět kandidovali, ale neuspěli. Od roku 2023 Mošeová jednala se Smotričem o spojení. K tomu došlo v srpnu 2023.
Strana podporuje posilování židovské náboženské identity Izraele a je proti jakýmkoli územním ústupkům. Strana obhajuje „tradiční rodinné hodnoty“ a staví se proti právu na potrat a legalizaci manželství osob stejného pohlaví. Podporuje také zvýšené státní financování studia Tóry a náboženského vzdělávání.
V lednu 2025, po oznámení dojednání dohody o příměří ve válce Izraele s Hamásem, Smotrič pronesl, že šlo o „špatnou dohodu nebezpečnou pro národní bezpečnost Izraele“. Současně uvedl, že v Netanjahuově vládě jeho strana zůstane jen pokud se premiér zaručí, že Izrael dokončí své válečné cíle, zejména zničení Hamásu. Před vládním hlasováním o přijetí dohody o příměří, se vedení strany sešlo k projednání postoje. Smotrič se podle izraelských médií obával ztráty voličské podpory v případě odsouhlasení příměří. Kvůli Smotričovu váhání bylo odloženo jednání bezpečnostního vládního kabinetu. Premiér Netanjahu před svoláním jednání požadoval jasné stanovisko Smotriče a jeho strany.